# Капитан Подштанник: Первый эпический фильм
«Капитан Подштанник: Первый эпический фильм» (англ. Captain Underpants: The First Epic Movie) — американский компьютерно-анимационный полнометражный комедийный фильм режиссёров Роба Леттермана и Дэвида Сорена, снятый по однимённой серии книг Дейва Пилки. Это последний мультфильм студии DreamWorks Animation, дистрибьютором которого выступает 20th Century Fox. При рекордно низком для DreamWorks бюджете в $38 млн фильм собрал $125,5 млн. Мировая премьера состоялась 1 июня 2017 года. Изначально мультфильм планировалось выпустить в российском прокате в июне 2017 года, но пока какой-то неизвестной причины был отменён.

## Сюжет
В городе Пикуа, штат Огайо, лучшие друзья и соседи Джордж Бирд и Гарольд Хатчинс создают комиксы, их последнее творение — супергерой по имени Капитан Подштанник. Они учатся в четвертом классе начальной школы Джерома Хорвица, где их чрезмерные шалости, чтобы подбодрить своих одноклассников, приводят к ссоре с их жестоким директором Бенджамином Круппом. Однажды они вмешиваются в изобретение своего одноклассника Мелвина Снидли, Турботуалет 2000, чтобы поднять настроение другим ученикам, но мистер Крупп использует одно из других изобретений Мелвина, чтобы записать, как мальчики разыгрывают их. Он готовится поместить Джорджа и Гарольда в разные классы в надежде положить конец их дружбе.
Джордж гипнотизирует мистера Круппа с помощью 3-D гипно-кольца из коробки с хлопьями, прежде чем мистер Крупп успевает подписать бумаги, чтобы разлучить Джорджа и Гарольда. Они приказывают мистеру Круппу стать Капитаном Подштанником, заставляя его устраивать беспорядки по всему городу. Отведя его в свой домик на дереве, мальчики обнаруживают, что они могут превратить Капитана Подштанника обратно в мистера Круппа, плеснув на него водой, и обратно в Капитана Подштанника, щелкнув пальцами. Чтобы мистер Крупп не разлучил их, они убеждают Капитана Подштанника, что мистер Крупп — его тайная личность. Его изменение личности привлекает внимание застенчивой школьной буфетчицы Эдит.
Тем временем профессор Пи-Пи Диарейстейн Пупипантс, Эсквайр нанимается в качестве нового учителя естественных наук в школе, хотя Джордж и Гарольд с подозрением относятся к его агрессивному поведению. Пупипантс, который изобрел удостоенный Нобелевской премии «сайзератор», устал от того, что его никогда не воспринимают всерьез из-за его имени, и стремится устранить всякий смех. С Капитаном Подштанником в качестве директора школа становится более оживленным местом, но ливень превращает Капитана Подштанника обратно в мистера Круппа, который официально помещает Джорджа и Гарольда в разные классы.
Poopypants и Melvin выращивают Турботуалета 2000, питают его токсичными остатками Эдит и используют его для атаки на школу. Poopypants использует мозг Melvin, в котором отсутствует часть, вызывающая смех, чтобы питать луч, который превращает учеников в унылых, лишенных чувства юмора зомби. Captain Underpants пытается остановить их, но, не имея суперспособностей, его бросают в токсичные отходы. Джордж и Гарольд пойманы, но сила шутки, которая сделала их друзьями в детском саду, перегружает Турботуалета 2000, возвращая детей в нормальное состояние и запирая Melvin в гигантской туалетной бумаге. Токсичные остатки дают Капитан Подштанника настоящие суперспособности, и с помощью Джорджа и Гарольда он побеждает и уменьшает Poopypants, который сбегает на пчеле.
Не имея возможности вечно контролировать Капитана Подштанника, Джордж и Гарольд уничтожают Гипно-кольцо, чтобы навсегда превратить его обратно в мистера Круппа, но клянутся остаться друзьями. Однако, поняв, что мистер Крупп был бы лучше, если бы у него были друзья, они устраивают ему и Эдит свидание, заставляя Круппа изменить свое решение и вернуть комиксы, которые он конфисковал у Джорджа и Гарольда. Тем временем токсичные отходы из Турботуалета 2000 превращают туалеты на свалке в армию Говорящих Туалетов, которые нападают на ресторан, где обедают мистер Крупп и Эдит. После невольного щелчка пальцами мистер Крупп снова превращается в Капитана Подштанника, к удивлению и восхищению Эдит, и он улетает с Джорджем и Гарольдом, чтобы вместе отправиться в следующее приключение.

## Роли озвучивали
- Эд Хелмс — Директор Бенджамин Крапп / Капитан Подштанник
- Кевин Харт — Джордж Бирд
- Томас Миддлдитч — Гарольд Хатчинс
- Ник Кролл — профессор Пуперпупс
- Джордан Пил — Мелвин Снидли
- Кристен Шаал — мисс Эдит Энтроп

## Реакция
На сайте Rotten Tomatoes мультфильм получил рейтинг 86 % (на основе 117 рецензий), со средним рейтингом 6,8/10. Консенсус критиков сайта: «С добротным сюжетом, опрятной анимацией, и юмором, который неплохо подходит исходному материалу, „Капитан Подштанник“ — развлечение, которое не вобьёт клин между членами семьи».